# Лейк Елзинор (град, Калифорния)
Лейк Елзинор (на английски: Lake Elsinore) е град в окръг Ривърсайд, щата Калифорния, САЩ. Лейк Елзинор е с население от 50267 жители (2009) и обща площ от 100,4 km². Намира се на 395 m надморска височина. ЗИП кодовете му са 92530-92532, а телефонният му код е 951.